# Trockengebiete bei Machtilshausen
Das Naturschutzgebiet Trockengebiete bei Machtilshausen liegt auf dem Gebiet des unterfränkischen Landkreises Bad Kissingen. Das aus drei Teilen bestehende Gebiet erstreckt sich nordöstlich und südlich von Machtilshausen, einem Ortsteil des Marktes Elfershausen. Nordwestlich des Gebietes verläuft die B 287 und westlich die A 7. Die Fränkische Saale fließt nördlich.

## Bedeutung
Das 252,31 ha große Gebiet mit der Nr. NSG-00409.01 wurde im Jahr 1992 unter Naturschutz gestellt.